# 本貝丘拉島

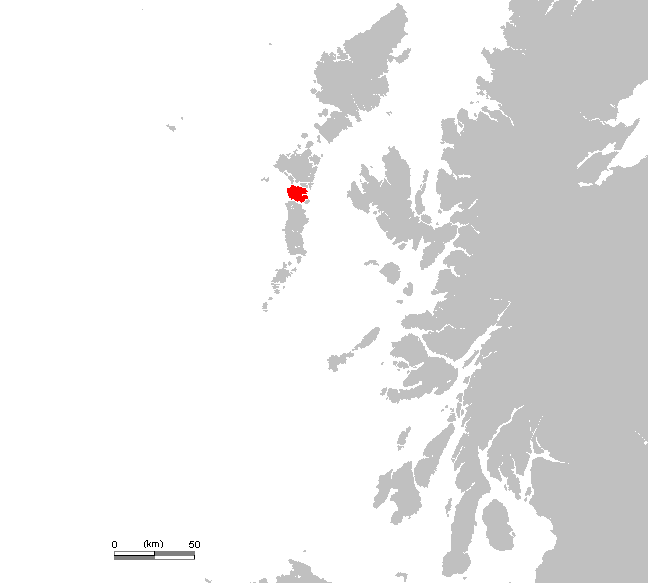
位置

本貝丘拉島（英語：Benbecula）是蘇格蘭的島嶼，位於北尤伊斯特島和南尤伊斯特島之間的大西洋海域，面積82.3平方公里，最高點海拔高度124米，2001年人口1,249。

## 外部連結
- Sgoil Lionacleit
- Explore Benbecula （页面存档备份，存于）
- Undiscovered Scotland page on Benbecula （页面存档备份，存于）
- Am Paipear Community Newspaper （页面存档备份，存于）

57°26′45″N 7°19′11″W / 57.44580°N 7.31964°W